# Трубадури
Трубадур је био композиор и песник који је изводио провансилску поезију у току Средњег века
Традиција трубадура почела је у XI веку у Аквитанији, али се проширила и у Италију и Шпанију. Под утицајем трубадура, настали су и још неки извођачи у Европи: Минезенгери у Немачкој, Трувери у северној Француској, Минстрели у Енглеској, Тровадорисми у Галицији и Португалу.
Данте Алигијери наводи у свом делу De Vulgari Eloquentia дефиницију трубадурске поезије fictio rethorica musicaque poita: говорна, песничка и музичка фикција. После класичног периода у XIII веку, уметност трубадура је опала у XIV веку и на крају нестала, пред епидемију Црне смрти (1348).
Трубадурски текстови носе се са темама витештва и дворске љубави. Неки су метафизички, интелектуални и формулативни, неки хуморни, сатирични, па и ласцивни. Деле се у три стила: trobar leu (лаки), trobar ric (богати), и trobar clus (затворени). У мноштву жанрова, издвајају се кансо, сирвентес и тенсо, врло популарни у пост-класичном периоду и Италији.

## Етимологија имена
Име "troubadour", а затим и његове изведенице у осталим језицима имају порекло из провансилске речи trobar (одн. trobair) која значи чинити. Постоје још неке идеје како су трубадури добили своје име.

### Латински језик
Провансилска реч trobar, дошла је од латинског глагола *tropāre, која је опет дошла од грчке речи τρόπος (tropos), која значи „окрет, начин“. Постоји и теорија да је дошло од корена латинског глагола turbare, који значи „покренути, окренути“. Trobar је когнитивно са француском речи trouver, која значи „наћи“. У латинском, глагол invenire значи наћи. Трубадур је сам себи писао музику, а жонглер је изводио за њега, или уместо њега.

### Арапски језик
Још једна, мање популарна теорија о етимологији речи trobar је теорија арапског порекла. У арапском реч tarab, значи „певати“, па је као таква корен за дати глагол.
Неки научници говоре да су обе теорије валидне, у зависности од културног миљеа државе.

## Порекло
Никада није утврђено тачно порекло трубадура. Постоји мноштво теорија:
1. Арапска теорија (или Хиспано-Арапска) - Вилијам од Аквитаније је донео утицај музике из Шпаније, као и певаче и виелу. Штавише, постоје 4 у потпуности, или делимично преписана арапска стиха у Вилијамовим песмама. Вилијамов отац је у Поатје довео више хиљада муслиманских заробљеника. Сматра се да су трубадури извели свој формализам, чак и тематику своје поезије од андалузијских муслимана.

Хипотеза је да је трубадурска музичка традиција настала после Вилијамовог сусрета са Маварима и њиховом уметности, на коју је наишао у току Реконквиста..
1. Бернардино-Маријанистичка теорија или Хришћанска - по овој теорији теологија коју је развио Бернар од Клервоа и све јачи утицај мариологије је најјаче утицао на развој трубадурског жанра. Нагласак на религијској и духовној љубави, мистицизам и посвећење Марији умногоме објашњавају концепте дворске љубави. Утицај Робера од Арбрисела на „матронажу“, објашњава однос трубадура према жени. Хронолошки, ово је тешко покрити.
2. Келтска теорија - Опстанак пред-хришћанских сексуалних кодова и ратничких кодова доба матријархата, Келта и Германа међу аристократијом Европе може да оправда идеју о фузији „дворске љубави“. Међутим, постојање пред-хришћанског матријархата и контекстног паганизма у Европи је врло упитно.
3. Класична латинска теорија - Наглашава паралелу између Овидија, посебно његових дела о љубави - Amores и Ars amatoria, и поезије о дворској љубави. Струја aetas ovidiana која је доминирала у XI веку, квази-Цицеронистичка идеологија која је доминирала на двору Светог римског царства, и остаци Платона који су били доступни тадашњим људима од науке, спадају у класични утицај на поезију трубадура.
4. (Крипто-)Катарска теорија - По овој теорији, поезија трубадура је одраз религијске доктрине Катара. Експлицитно католички контекст раних дела трубадура иде против овој теорији.
5. Литургијска теорија - Трубадурска поезија може бити развојна фаза хришћанске литургије. Постоји чак и утицај Песме над Песмама. Нема латинске поезије која је претходила начину на који су писали трубадури. Многи трубадури су, међутим, своје образовање стицали на латинском, преко Цркве, а многе је и музици обучавала такође Црква.
6. Феудално-социјална теорија или -социолошка - Нашла је своје покриће у XX веку и представља више методолошко питање, него теорију, које пита не одакле је настала та поезија, већ у којим условима. Хегемонија дворова, у којима су живеле даме чији су мужеви одлазили, била је централни разлог. Коришћење терминологије феудализма је јасан доказ.
7. Фолклорна теорија - По којој је на традицију трубадура утицала фолклорна и говорна традиција.
8. Средњовековна латинска теорија или Медиолатинска - Ова теорија истражује везу између верникуларне, световне латинске поезије и поезије трубадура. По овој теорији trobar значи „измислити троп“. Троп је песма у којој речи имају друго значење од њиховог основног. Настала је као модулација литургијских химни. Такав троп је после организован формом станце.
9. Неоплатонистичка теорија - По овој теорији, на трубадуре је утицала „оплемењујућа страна љубави“. Међутим, није објашњено на који начин је неоплатонизам могао да доспе у поезију трубадура.

## Историја

### Рани период
Најранији трубадури чија су дела сачувана, били су Вилијам IX од Аквитаније (1071–1127). Његово име је очувано, јер је био Војвода од Аквитаније, а његове песме одражавају искуства која је доживео у походу. Ебле II од Вентадура сматра се његовим претходником, који је утврдио форме, иако ниједно његово дело није сачувано.
Један извор из (1135) описује и први трубадурски наступ, Вилијама од Аквитаније.

Picauensis uero dux ... miserias captiuitatis suae ... coram regibus et magnatis atque Christianis coetibus multotiens retulit rythmicis uersibus cum facetis modulationibus. (X.21)
Затим је војвода ... догађаје док је био заробљен ... пред витезовима, главешинама и хришћанима описао, пуно пута у ритмичким стиховима, песнички и певајући.

### Ширење (rayonnement)
У првој половни XII века, било је мало трубадура. Крајем века, изненада их је било много. Више од половине трубадурских дела очувано је из периода од 1180.–1220. Укупно, има више од 2500 трубадурских текстова који су доступни за проучавање. Трубадурска традиција, отпочела је у западној Аквитанији (Гаскоња), одакле се проширила на источну Аквитанију (Лимузин и Оверн, Прованса). Писана је на провансилском.
На послетку се у раном XIII веку проширила на Италију, Каталонију и остатак Шпаније. Овај покрет се зове rayonnement des troubadours.

### Класични период
Класични период трајао је од 1170. до 1220. Најпознатији међу трубадурима припадају овом периоду. У том периоду је поезија трубадура достигла највишу популарност и највише поезије је сачувано из тог периода. Доминантан жанр била је Кансо, или љубавна песма. Мајстор овог жанра био је Бернар од Вентадура. Савременици су га сматрали највећим ствараоцем који је икада живео, док су Бертрана де Борна, сматрали мајсторем сирвентесa, и политичке песме.
Класичан период је био посебно популаран у каснијим генерацијама, посебно у XIV и XV веку, изван Аквитаније, као вечити узор и битан тренутак у поезији. Језик ових песника, граматика и речник, стил и теме били су идеал каснијих песника. У класичном периоду су установљена правила композиције, која је први записао Ремон Видал.

## Ко су они били
Око 450 трубадура је познато. Живели су и стварали на разлиите начине, путовали на многа места и имали улоге у различитим социјалним контекстима. Трубадури нису били само путујући забављачи. Остајали су на једном месту одређени временски период, код свога богато заштитника, или даме. Многи су путовали од двора, до двора.
Најранији посведочени трубадур, Војвода од Аквитаније, био је више племство. Још двојица трубадура били су истакнути витезови - Серкамон и Маркабру, а од принчева, ту је био Жофре Рудел. Осим њих, већина трубадура су били племићи, неки виши, неки нижи. У Видама већина трубадура су описани као сиромшни витезови: Госбер Амијел, Гиљом Адемар, Жиродо ло Рос, Маркабру, Пеир од Менсака, Пеирол, Ремон де Миравал, Рижо де Бербезиљ, и Ук од Пена. Алберте де Сестаро је био син племенитог жонглера.
Каснији трубадури били су припадници нижих класа, од трговаца, до грађана: Пердигон је био син сиротог рибара, Елиас Керел ковача, Арно де Мароај.
Неки трубадури су били школовани као свештеници. За неке то је била одскочна даска за бављење музико, пошто их је њихово звање опремило да разумеју поезију и музику: Емерик де Беленуа, Фолке од Марсеља, Ги д'Усел, Гијем Рамон де Жиронела, Жофре де Фоас, Пеир де Бусињак, Пеир Рожер, Ремон де Корнет, Ук Бруне и Ук од Светог Круга.

### Трубадури и жонглери
Провансилске речи trobador и trobaire су ретке у односу на глагол trobar (начинити), која се користи у писању поезије. Значила је да нека песма припада аутору, али да и други могу да је изводе. Та особа звала се жонглер, од латинске речи ioculatores, одн. у француском jongleur.
У време класичног периода трубадурске поезије, жонглери су често нападано. Међутим, жонглери су могли и да помогну трубадуру и изводе његову поезију ако он не може да стигне, или дође негде. Такође, изводили су ту поезију, певали, свирали инструменте, чак изводили и акробације.
Многи трубадури су били познати и као жонглери, пре него што су почели сами да пишу: Емерик од Беленуа, Емерик од Сарлата, Алберте Кела, Арно де Мароиј, Елиа де Баржол, Елиа Фонсалада, Фалке де Роман, Гијем Магре, Жиро од Каланса, Николето да Торино, Пеир Ремон де Толоза, Пеир Рожер, Пеир де Валира, Пеирол, Пистолета, Пердигон, Саљ д'Ескола, Ук де ла Бакалариа, Ук Бруне, и Ук од Светог Крста.

### ВидаиРазо
Вида или житије је краћа биографија трубадура у прози. Обично се налази у Шансонијерима, односно рукописним колекцијама трубадурске поезије. Такве песме су обично праћене по пар реченица о животу песника. Виде су битне као вернакуларни жанр у средњовековној књижевности, међутим, често се заснивају на легендама и буквалним тумачењима поезије. Највећу количину вида, написао је у Италији, око 1220. Ук од Светог Крста.
Разо је слично кратко прозно дело које се бави околностима у којима је песма настала. Разо претходи песми и објашњава је, но може и да има исте карактеристике и проблематику (пре свега биографску) као и виде. Доста ових текстова је написао, такође Ук.